# کولمار برگ
کولمار برگ (به لوکزامبورگی: Colmer-Bierg) یک شهرداری در استان مرش کشور لوکزامبورگ است که ۱۲٫۳۱ کیلومترمربع مساحت دارد و جمعیت آن در سال ۲۰۰۹ میلادی ۱۸۶۰ نفر بوده‌است.